# Rhadinaea omiltemana
Rhadinaea omiltemana är en ormart som beskrevs av Günther 1894. Rhadinaea omiltemana ingår i släktet Rhadinaea och familjen snokar. Inga underarter finns listade i Catalogue of Life.
Denna orm förekommer i delstaten Guerrero i Mexiko. Arten lever i bergstrakter mellan 2200 och 2450 meter över havet. Den vistas i molnskogar och i andra skogar med tallar och ekar. Honor lägger ägg.
Utbredningsområdet är en skyddszon men fortfarande pågår skogsröjningar. Det är inget känt om populationens storlek. IUCN kategoriserar arten globalt som otillräckligt studerad.